# Мъртвата зона
„Мъртвата зона“ (на английски: Dead Zone) е роман на Стивън Кинг, един от знаковите в неговото творчество. Публикуван е за пръв път в САЩ през 1979 г. с подкрепата на New American Library.

## Сюжет
По-голяма част от действието се развива в несъществуващия град Касъл Рок в щата Мейн. Всичко започва през далечната 1953 г. когато едва шест годишния Джон Смит решава да се попързаля на ледената пързалка. Джон претърпява сблъсък с друг кънкьор и за кратко губи съзнание. Не обръща внимание на травмата на главата си и като всички малки деца забравя бързо какво се е случило, но това не ознчава, че инцидентът не е оставил бледи отпечатъци върху мозъка му. Години по-късно когато той възмъжава и не помни случилото се на пързалката, но въпреки това съзнава, че не е съвсем обикновен млад мъж. Животът му се развива като по план - любящи родители, университет, красива приятелка и всичко това приключва през октомври 1970 г. Взима такси, за да се прибере у дома, но тежка автомобилна катастрофа го запраща в кома, от която ще се събуди 4 години и половина по-късно, когато всеки е изгубил вяра, че ще се възстанови. Сара се е омъжила за друг, родителите му почти са се примирили със загубата на единствения си син…Джон Смит като че ли вече не съществува за света.
На 17 май 1975 година Джони Смит се събужда от комата. След дълга рехабилитация той се възстановява, но вече знае, че мозъкът му е безнадеждно увреден. Тежката травма от катастрофата променя онази част от мозъка му пострадала при сблъсъка на пързалката през толкова много години и се разива дарбата да вижда миналото и бъдещето на хората само с едно докосване, било то на самия човек или на някоя вещ. Благодарение на дарбата си, Джони Смит помага на шериф Банърман да разкрие тайнствените убийства на млади жени и момичета, разтърсили Касъл Рок: убиецът се оказва Франк Дод – един от помощниците на шерифа.
Джон Смит среща Грег Стилсън – на пръв поглед нормален човек, благодетел, политик със сериозни шансове да стане президент на САЩ. Но след случайно докосване, Джон Смит разбира истинската му същност на Стилсън — той е маниак и убиец, който ще разпали ядрена война ако бъде избран за президент. Скоро Джони научава, че му остава малко живот — дарбата му има ужасяваща цена, която трябва да плати. Но той не смята да си отиде от света просто така. Твърдо е решен да спре лудия кандидат-президент преди да е влязъл в Белия дом и да разпали ужасяващата ядрена война и то на всяка цена. Джон прави единственото, което смята за редно – купува пушка и тръгва срещу Грег Стилсън, който не се спира пред нищо за да постигне целите си.

## Адаптации по романа
През 1983 г. романът е адаптиран за екранизация от сценариста Джефри Боам. Филмът носи заглавието на книгата — „Мъртвата зона“. В главните роли са актьорите актьорите Кристофър Уокън в ролята на Джони Смит и Мартин Шийн като Грег Стилсън. Режисьор на лентата е Дейвид Кронънбърг. Някои детайли от романа са променнеи за нуждите на продукцията.
По романът е заснет и едноменен сериал през 2002 г. Ролята на Джони Смит се изпълнява от Антъни Майкъл Хол, Сара — от актрисата Никол де Боер, Грег Стълсън се играе от Шон Патрик Фланъри. Сериалът също не се придържа към книгата. В него Сара забременява от Джони малко преди катастрофата.
Романът е вдъхновил и създаделите на Семейство Симпсън. В епизодът „Treehouse of Horror XV“, посветен на Хелоуин, една от частите е озаглавена „The Ned Zone“. В нея Нед Фландърс има мозъчен тумор и след операцията по отстраняването му той получава способността да „вижда“ смъртта на хората, която неизменно настъпва малко по-късно.

## Издания на български
- Кинг, Стивън. Мъртвата зона.   София, ДИ „Народна култура“, 1986. ISBN 04/95366/25631/5637-321-86(ЕКП).
- Кинг, Стивън. Мъртвата зона.   София, Art Balkanique Co, 1990.
- Кинг, Стивън. Мъртвата зона.   Велико Търново, „Абагар“, 1993.